# 埃尔波特雷罗 (贝拉瓜斯省)
埃尔波特雷罗是巴拿马贝拉瓜斯省卡洛弗雷区的一个城市，2010年是人口为635。 该市2000年时人口为687，1990年时人口为650。